# Slaget om Atlanten
Slaget om Atlanten är den del av andra världskriget som utkämpades på Nord- och Sydatlanten samt efter Sovjetunionens inträde i kriget även på Norra ishavet. Kampen stod i första hand mellan Nazityskland och Storbritannien, som i ett senare skede var allierat med USA. De ojämförligt mest betydelsefulla parterna var den brittiska flottan och de tyska ubåtarna. Slaget om Atlanten är ett begrepp som den dåvarande brittiske premiärministern Winston Churchill myntade.
Storbritannien var helt beroende av sjötrafiken för öns försörjning och kriget på Atlanten utvecklades därför till en kraftmätning mellan brittiska flottan och de tyska ubåtarna som försökte att strypa transporterna till Storbritannien. Stridshandlingar till sjöss förekom redan från den dag då britterna förklarade krig mot Tyskland (3 september 1939) men bortsett från krigets första halvår spelade striderna mellan ytfartygen (slagskepp, kryssare och jagare med mera) en mindre roll. Våren 1941 sänktes Tysklands främsta slagskepp Bismarck och efter det var de tyska ytfartygen inga större hot mot de allierades skepp och konvojer. Ubåtarna skulle emellertid visa sig bli en mycket värre motståndare. Tyskarna hade en kapacitet i ubåts produktion på 300 operativa ubåtar per år. De förlorade under andra världskriget 753 av sina 863 operativa ubåtar. 
Efter att Hitlers plan att invadera Storbritannien misslyckats (se Slaget om Storbritannien) beslöt sig tyskarna för att inleda det totala kriget till sjöss. Målet var att svälta britterna till nederlag och därför sänktes alla fartyg som var på väg eller misstänktes vara på väg till Storbritannien. Detta gick givetvis ut över även vanliga passagerarfartyg (och även en del svenska fartyg). Tyskarna gynnades av att man kontrollerade hela Atlantkusten från Nordnorge till Sydfrankrike. Därifrån kunde ubåtarna gå ut till havs och utan förvarning attackera alla fartyg som tillhörde de allierade.

## Bakgrund
För att kunna försörja sin befolkning var önationen Storbritannien beroende av en ström av handelsvaror från stora delar i världen, däribland mat,  råmaterial och krigsviktig olja från både Nord- och Sydamerika. Detta var tyskarna medvetna om och för att besegra Storbritannien krävdes i så fall att bryta landets handelsvägar.
Redan under första världskriget hade Tyskland försökt att använda sin ubåtsflotta för att bryta Storbritanniens försörjningsvägar, men under de första krigsåren fördes kriget till sjöss dock enligt vissa regler, t.ex. fick obeväpnade fartyg först attackeras efter förvarning. Vapnets effektivitet visade sig dock redan i september 1914 när två ubåtar oberoende av varandra sänkte sammanlagt fyra brittiska kryssare. När tyska kejsarriket våren 1917 deklarerade det oinskränkta ubåtskriget fick alla skepp attackeras utan förvarning. Till följd av detta växte de allierades förluster till sådana proportioner att Storbritanniens försörjning hotades på allvar. Men Tysklands krigföring provocerade också USA:s krigsinträde som nu kunde använda sina eskortfartyg för att skydda de allierade skeppen. Detta tillsammans med att de allierade började använda konvojsystemet blev spiken i kistan för de tyska ubåtarna.
Under mellankrigstiden drev framförallt Storbritannien på för att förbjuda ubåtar som vapen, dock utan större framgång. Efter flera år av förhandlingar undertecknades Second London Naval Treaty 1936 som förbjöd ett oinskränkt ubåtskrig. I Storbritannien utgick man ifrån att tyskarna skulle hålla sig till detta ubåtsprotokoll. Hos det brittiska amiralitetet var man också övertygad om att Tyskland efter erfarenheterna från första världskriget inte skulle försöka en gång till att besegra Storbritannien via ubåtarna. Storbritannien hade dessutom utvecklat Asdic, ett system för att spåra ubåtar i undervattenläge och hos amiraliteten betraktades denna landvinning som det definitiva svaret på ubåtshotet. Dock fanns det två problem med Asdic: för det första krävdes det mycket erfarenhet och skicklighet för att kunna använda det på rätt sätt och för det andra kunde det inte spåra ubåtar som attackerade i ytläge. Storbritannien hade heller inte tillräckligt med eskortfartyg för att skydda handelsfartygen. Detta berodde på att Storbritannien hade halverat antalet eskortfartyg under mellankrigstiden. Storbritannien var inte redo för att möta ett evenuellt ubåtshot.
Bland tyska marinofficerare var man väl medveten om att ubåten skulle vara ett effektivt vapen i ett framtida krig och därför började man en hemlig ubåtsutbildning 1934 och 1935 sjösattes den första ubåten. En nyckelroll vid uppbyggandet av det tyska ubåtsvapnet spelade Karl Dönitz. Dönitz föddes 1891 i Berlin och växte upp i Kejsardömet Tyskland som med sin ambition att vara en stormakt imponerade på den unge Dönitz som frivilligt gick med i tyska Kriegsmarine 1908. 1917 hade han blivit "Oberleutnant zur See" och tjänstgjorde i ubåtsflottan. Hans överordnade lovordade honom och beskrev Dönitz som snabbtänkt och ambitiös och han jobbade sig snabbt uppåt inom Kriegsmarines hierarki. Strax efter nazisternas maktövertagande 1933 presenterades han för Hitiler.
Sommaren 1935 hade Karl Dönitz blivit chef för det tyska ubåtsvapnet och fått i uppdrag att bygga upp det. Detta innebar att Dönitz både utformade olika teorier för hur ubåtarna skulle agera, t.ex. var han övertygad om att ubåtar skulle anfalla i grupp ("vargflockstaktiken"), och ansvarade för vilka ubåtstyper som skulle byggas. För att lyckas med uppgiften att på allvar kunna hota Storbritanniens handelsvägar i ett framtida krig krävde Dönitz 300 ubåtar. Men Dönitz överordnade Erich Raeder satsade istället på att bygga en flotta bestående av större övervattenfartyg och Dönitz fick inget gehör för sin plan. När kriget började var tyska krigsmarinen otillräckligt förberedd för uppgiften att hota Storbritannien på allvar. I september 1939 hade krigsmarinen 57 ubåtar, av dessa var 23 dugliga för Atlanten. Av dessa drygt 20 ubåtar kunde dock bara en tredjedel användas åt gången för att attackera allierade handelsfartyg, resterande två tredjedelar befann sig antingen på väg till eller ifrån patrullområdena eller befann sig i hamnen för att göra sig redo för nya uppdrag. Därtill var ubåtsproduktionen ganska blygsam med enbart två ubåtar som lämnade de tyska varven varje månad. En anledning till att krigsmarinen saknade de nödvändiga förutsättningarna för kriget mot Storbritannien var att Hitlers huvudkonception inte var Atlanten, han ville egentligen inte föra krig mot England utan ville koncentrera alla ansträngningar på kriget mot Sovjetunionen, ubåtskriget var för Hitler ett sätt att uppnå ett fredsslut med Storbritannien. Ytterligare ett problem var att de tyska ubåtsbaserna låg i Hamburg, Kiel och Wilhelmshafen, långtifrån de områden där de allierade handelsfartygen åkte igenom.

## Förloppet

### Faser i slaget om Atlanten
Slaget om Atlanten brukar delas in i följande faser:
- Första fasen: september 1939 till mars 1940
- Andra fasen: juni 1940 till mars 1941
- Tredje fasen: april 1941 till december 1941
- Fjärde fasen: januari 1942 till juli 1942
- Femte fasen: augusti 1942 till maj 1943
- Sjätte fasen: juni 1943 till augusti 1943
- Sjunde fasen: september 1943 till maj 1944
- Åttonde fasen: juni 1944 till maj 1945[14]

### Första fasen: september 1939 till mars 1940

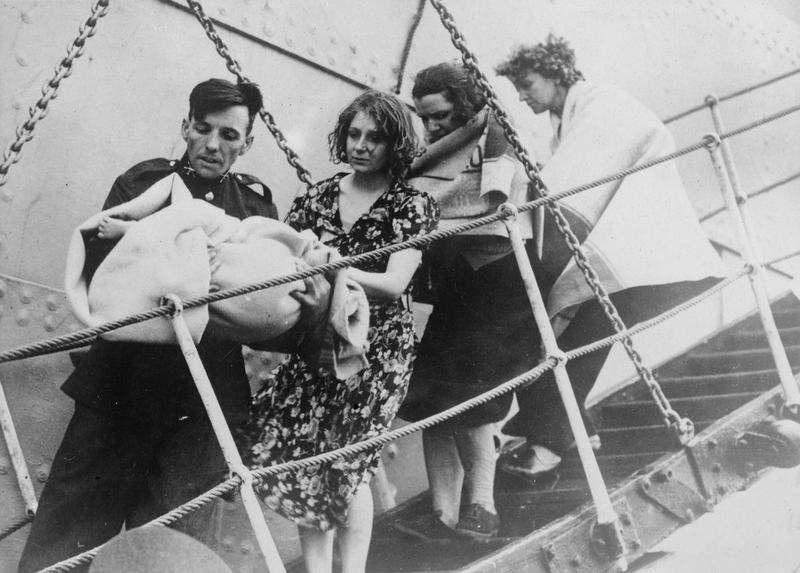
Överlevande från SS Athenia

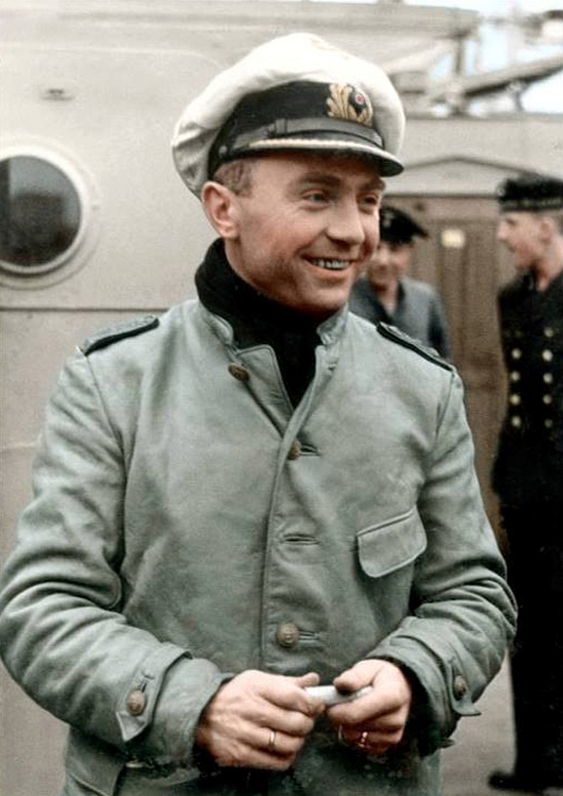
Günther Prien

När kriget började gällde Haagkoventionen, vilket betydde att ubåtarna fick sänka fientliga skepp enbart efter att de hade varnats. Den 3 september 1939 gav Dönitz order om att sänka alla fientliga skepp i enlighet med Haagkonventionen. Men redan samma dag torpederades passagerarskeppet Athenia av U 30 (örlogskapten Fritz-Julius Lemp) vilket var ett brott mot krigets lagar. Eftersom 28 amerikanska medborgare omkom lät Joseph Goebbels ta bort sidorna i Lemps krigsdagbok för att mörka händelsen, han befarade att USA skulle gå med i kriget på Storbritanniens och Frankrikes sida. Hitler ville förhindra en utvidgning av kriget vid denna tidpunkt och därför förbjöd han att attackera passagerarskepp för att minimera risken för en eventuell vedergällning av de allierade, ett beslut som både Dönitz och Raeder var emot.

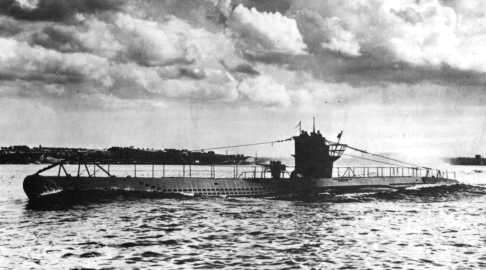
U 100 (typ VIIB)

Anfall mot godkända mål som t.ex. krigsskepp genomfördes dock fortfarande. Den 14 september attackerade U 39 (örlogskapten Glattes) hangarfartyget HMS Ark Royal, dock detonerade torpeden med den magnetiska stridsspetsen för tidigt vilket resulterade i att ubåten blev upptäckt och sänkt av de medföljande eskortfartygen. Mer framgång hade örlogskapten Schuhardt med U 29 som sänkte hangarfartyget HMS Courageous med tre torpeder. Dönitz hade dock ett mer planerat angrepp i åtanke och bestämde sig för att attackera Royal Navy i den brittiska örlogshamnen Scapa Flow. Ubåtarnas befälhavare handplockade örlogskapten Günther Prien (U 47) för detta uppdrag som  natten mellan den 13 och 14 oktober smög in i hamnen och sänkte slagfartyget HMS Royal Oak. Företaget användes av den nationalsocialistiska propagandan som utnyttjade faktumet att den tyska flottan hade sänkts just i Scapa Flow i slutet av första världskriget. Efter den tyska segern mot Polen i september 1939 skedde inga större militära aktioner på kontinenten och därför blev händelser från ubåtsfronten också de enda som den nationalsocialistiska propagandan kunde berätta om. 
Haagkonventionen, som hade gällt när kriget började, släpptes allt mer under septembermånaden och efter attacken i Scapa Flow hade ubåtarna fått tillåtelse att anfalla alla fientliga fartyg med undantag för passegarskepp. Denna sista restriktion släpptes i mitten av november 1939.
Under krigets första månader sänkte ubåtarna över 100 000 ton i månaden, men mot slutet av 1939 minskade tyskarnas framgångar eftersom  alla ubåtar hade varit i sina operationsområden när kriget började vilket resulterade i att de ungefär samtidigt begav sig mot sina baser när deras uppdrag var slut. När ubåtarna började sänka fler skepp framåt vårkanten 1940 beordrades de att ge understöd till den tyska invasionen av Danmark och Norge i april och således minskade antalet sänkta fartyg i Atlanten. Därtill drabbades ubåtarna av problem med sina torpeder som i många fall inte exploderade. En kommission tillsattes och man slutade tillverka torpeder med den opålitliga magnetiska stridsspetsen och satsade istället på torpeder med kontaktspetsar.
Eftersom tyskarna hade för få ubåtar kom vargflockstaktiken (se ovan) inte till användning. Under denna första fas sänktes 148 fartyg med sammanlagt cirka 680 000 BRT i Atlanten. De mindre ubåtarna (som främst användes i kustområdena) sänkte därtill cirka 270 000 BRT. Om mnan tar hänsyn till att alla brittiska handelsfartyg tillsammans utgjorde 18 miljoner BRT blir det dock tydligt att tyska ubåtar enbart sänkte en liten bråkdel av önationens handelsflotta.

### Andra fasen: juni 1940 till mars 1941

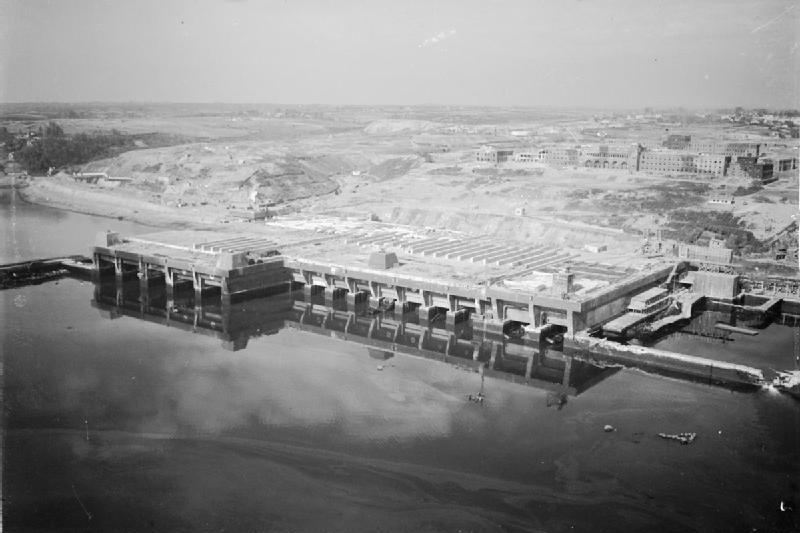
Ubåtsbunker i Brest 1944.

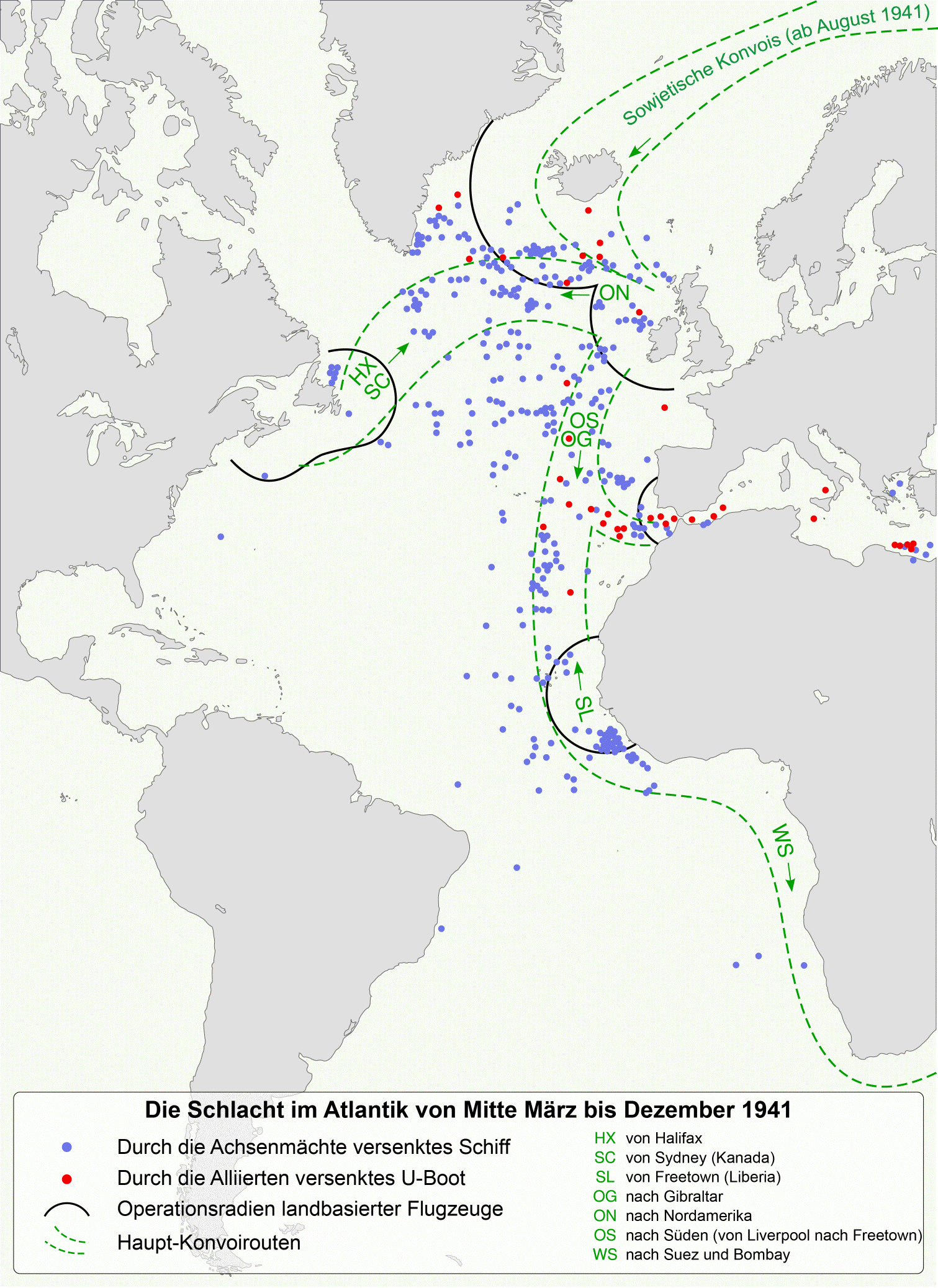
År 1941 hade den allierade luftövervakningen (grå linje) ingen större räckvidd vilket ledde till stora allierade skeppsförluster (blåa punkter)

De tyska erfarenheterna från första världskriget var att den tyska Högsjöflottan blev blockerad i sina baser på tyska Nordsjökusten och därför inte kunde operera på världshaven. Även tyska ubåtar blev tvungna att ta omvägen runt Brittiska öarna för att angripa sjötrafiken söder om England samt sjötrafiken till Frankrike. För att bryta den brittiska sjöblockaden krävdes en utvidgning av de tyska basområdena. Tankar i den riktningen hade uttrycks i en bok redan 1929 av viceamiral Wolfgang Wegener. 

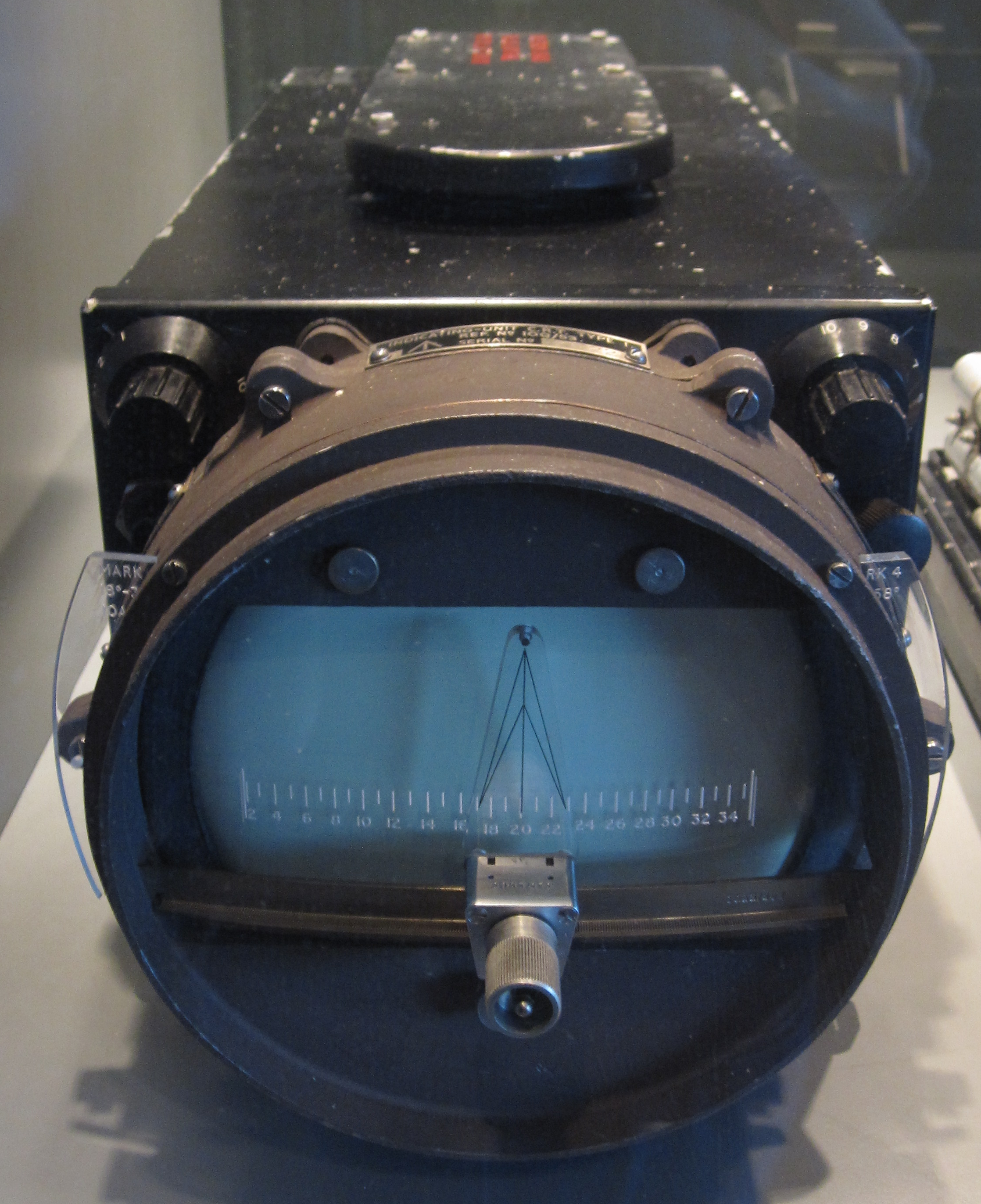
Asdic

Denna tanke förverkligades när tyskarna ockuperade Frankrike i juni 1940 och nya ubåtsbaser uppstod i Västfrankrike. Nu hade ubåtarna mycket närmare till de områden där de allierade skeppen befann sig och kunde på grund av det kortare avståndet också nå längre ut i Atlanten. Därmed kunde tolv ubåtar vara i operationsområdet samtidigt vilket möjliggjorde "vargflockstaktiken". Därtill flyttades italienska ubåtar från Medelhavet till Atlanten. Men eftersom det saknades flygplan var det svårt att övervaka området och upptäcka de allierade konvojerna. Dessutom hade det brittiska amiralitetet överskattat ASDIC:s betydelse eftersom den bara kunde spåra ubåtar i undervattenläge, men tyskarna föredrog att anfalla i ytläge på nätterna där de var svåra att upptäcka, inte minst av utkiken som ofta saknade erfarenhet. Den 17 augusti 1940 gav Hitler order om att även neutrala skepp fick sänkas, därmed upphörde de internationella sjökrigsreglerna. Alla dessa faktorer tillsammans gjorde att antalet sänkta fartyg sköt i höjden hösten 1940, en period som kallades "den lyckliga tiden" av ubåtscheferna. För besättningarna på handelsfartygen däremot var denna period en mardröm, för chansen att överleva ett skepps undergång var minimal. Även svenska skepp föll offer för de "gråa vargarna", den 18 oktober sänktes de svenska ångarna "Convallaria" och "Gunborg" som del av en stor konvoj som rörde sig från Nova Scotia till Ridham Dock.

Men vintern 40/41 slutade denna period av lätta framgångar för tyskarna. Många ubåtar behövde återutrustas och därmed minskade antalet ubåtar i Atlanten. Dessutom försämrades vädret på vintern när stora stormar drog upp som försämrade möjligheten att upptäcka de allierade skeppen. Därtill frigjordes brittiska eskortfartyg som hade hållits tillbaka för den befarade invasionen av Storbritannien och därmed förstärktes skyddet mot ubåtarna. Även utvecklingen av radar gav de britterna en fördel i kampen mot ubåtarna. Hade de första stegen mot radar tagits av tyska vetenskapsmän på 1880-talet hade britterna sedan mitten av 1930-talet fått ett tekniskt försprång på detta område. 

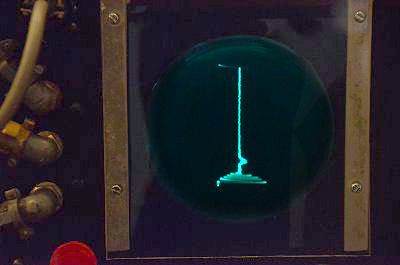
Radarskärm

Sedan januari 1941 kunde radarutrustningen monteras ombord på brittiska flygplan och eskortfartyg. Därmed kunde ubåtarna spåras även ovanför vattenytan. Alla dessa faktorer resulterade i att antalet sänkta skepp gick tillbaka. Att situationen hade försämrats för tyskarna visade sig också i och med att de mest framgångsrika ubåtskaptenerna Kretschmer, Prien och Schepke ("ubåtsässen") allihopa dödades respektive tillfångatogs med sina besättningar i mars 1941. Günther Prien sänktes av jagaren Wolverine den 17 mars (andra källor menar dock att Wolverine förföljde U A och att U 47 förmodligen förstördes av en av sina egna torpeder som hade gått vilse), tio dagar senare sänktes U100 under Joachim Schepke och U99 (Otto Kretschmer) gick i fångenskap. Vanocs upptäckt av Schepkes U 100 markerade en milstolpe eftersom det var den första ubåten som upptäcktes av en radar i strid. Trots att radaranläggningen hade sina begränsningar i och med att ubåtar bara kunde upptäckas på 1000 meters avstånd och att det bara gick pejla en ubåt som befann sig rakt före skeppet så betydde det ändå att mörkret inte längre innebar något skydd för tyskarna. Detta underströk teknikens betydelse i slaget om Atlanten.
Karl Dönitz och tyskarna överlag hade ingen aning om att "ubåtsässens" förlust var så nära förknippad med radartekniken som hade blivit tillräckligt avancerad för att kunna installeras på ytfartyg och som hade blivit så pass exakt att den kunde upptäcka små föremål som ett ubåtstorn. Den tyska taktiken att anfalla konvojerna på nattetid hade därmed blivit verkningslös. Med förlusten av "ässen" Kretschmer, Schepke och Prien slutade också epoken när enskilda ubåtar nådde stora "framgångar".

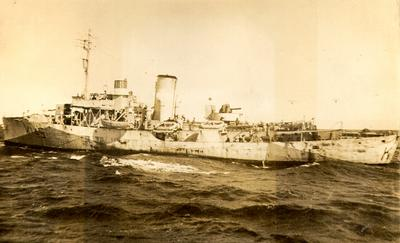
HMCS Arrowhead (kanadensisk korvett)

Det  stora problemet som Storbritannien stod inför var dock bristen på eskortfartyg som kunde skydda konvojerna. Vid krigsutbrottet hade en krigsproduktion påbörjats, men skulle först ge resultat under år 1941. I samband med evakueringen av Dunkerque sänktes eller skadades dessutom 25 jagare. Britterna lyckades dock göra en överenskommelse med USA om att få överta 50 äldre jagare i utbyte mot utarrendering av flott- och flygbaser på Newfoundland, Bermuda, Bahamas, Antigua, Saint Lucia, Trinidad och Brittiska Guayana under 99 år. "Lend-Lease-Act" från mars 1941 gav USA dessutom möjligheten att stödja alla de länder som ansågs viktiga för USA:s intressen, vilket i praktiken betydde att Storbritannien och USA närmade sig varandra alltmer i kampen mot Tyskland.
Förutom att få jagare från USA vände sig Storbritannien till Kanada som då var en del av "Samväldet" och därmed underställt konungariket. När kriget började hade Kanada sex jagare, men genom en värvningskampanj fick ihop besättningar och man började producera de enklare Korvetterna som kännetecknades av en enkel design som kunde massproduceras. Konstruerade för valfångst och arbete i kustnära områden var korvetterna i princip odugliga för det öppna havet, ett faktum som besättningarna fick känna på när de konstant blev blöta genom svallvågorna som kom in över däck. Men trots dessa brister var de än så länge den enda möjligheten att skydda konvojerna mot tyska ubåtar.

Totalt sänkte tyska och italienska ubåtar 2,2 miljoner BRT från juni 1940 till mars 1941. Ytfartygen och Luftwaffe sänkte ca 1,4 miljoner BRT, vilket ledde till en sammanlagd förlust för de allierade på ca 3,5 miljoner BRT. Dock ska tilläggas att förlusterna aldrig på allvar hotade Englands försörjning. Detta hade krävt siffror på cirka 750 000 BRT per månad vilket tyskarna alltså aldrig hade uppnått fram till mars 1941. Den tyske överbefälhavaren Raeders krav på att fokusera alla ansträngningar på kriget mot England fick inget gehör hos Hitler som vid årsskiftet 1940/1941 var upptagen med att förbereda överfallet mot Sovjetunionen.

### Tredje fasen: april 1941 till december 1941
Till början av den tredje fasen utrustade Royal Air Force över hundra av sina flygplan tillhörande Coastal Command med ASV-radar som hjälpte att spåra ubåtar som nu kunde bli upptäckta även under nattetid. Sommaren 1941 förfogade 75% av alla flygplan i Coastal Command över radar. Sommaren 1941 översteg nyproduktion av ubåtar förlusterna, juni 1941 fanns 39 frontubåtar vilket motsvarade statusen vid krigets början september 1939. Problemet nu bestod dock i att många besättningar saknade erfarenhet, vilket blev desto värre för tyskarna eftersom de allierade blev allt bättre i försvaret mot ubåtarna.
Framåt mitten av 1941 minskade antalet ubåtar i Atlanten eftersom kriget mot Sovjetunionen hade föranlett den tyska ledningen att flytta ett antal båtar till arktiska farvatten där det dock inte fanns några konvojer och således patrullerade ubåtarna i nästan tomma områden. Dessutom flyttades några ubåtar till Medelhavet för att ge understöd till tyskarnas fälttåg i Afrika. Mot slutet av 1941 opererade tolv ubåtar utanför Gibraltar och femton till genomsökte Atlanten efter handelsfartyg. Därtill lyckades britterna att ge bättre luftunderstöd till konvojerna genom att utrusta vanliga handelsfartyg med landningsbanor för Hurricaneflygplan.
En ny teknisk utveckling kallad "Huff-Duff" möjliggjorde det för de allierade att pejla ubåtarnas position med hjälp av de radiosignaler som de skickade till huvudkvarteret. Att radiosignaler gick fram och tillbaka mellan huvudkvarteret och ubåtarna hade framtvingats av vargflockstaktiken som förutsatte att ubåtsledningen koordinerade ubåtarnas anfall via radiomeddelanden. Situationen blev ännu svårare för tyskarna när britterna i mitten av 1941 kapade U 110 och fick tag på en tysk kryptoapparat som användes för att dekryptera den tyska marinkoden. Därmed kunde de allierade läsa tyskarnas radiomeddelanden i klartext. Följden av dessa faktorer blev att sänkningarna under sensommaren 1941 minskade till under 100 000 ton i månaden, i december sjönk denna siffra till och med under 50 000 ton.
Ju längre slaget om Atlanten pågick blev det allt svårare att undvika sammanstötningar mellan US-amerikanska och tyska enheter vilket ledde till flera incidenter. USA:s jagare "Greer" förföljde en tysk ubåt i flera timmar innan tyskarna försökte att torpedera jagaren, som svarade med sjunkbomber. Efter denna händelse gav Roosevelt order om att skjuta på alla fartyg tillhörande axelmakterna som befann sig inom USA:s försvarssfär. Dessutom började amerikanerna skydda brittiska konvojer fram till Island. När den amerikanska jagaren "Kearney" skadades och "Reuben James" sänktes av tyska ubåtar ökade spänningarna mellan USA och Tyskland.
Under år 1941 gjorde även slagskepp såsom Bismarck, Scharnhorst och Gneisenau räder på Nordatlanten där de sänkte ett antal fartyg. Därutöver sände Tyskland ut ett tiotal hjälpkryssare i form av beväpnade handelsfartyg maskerade som neutrala fartyg, vilka opererade på alla oceaner. I antal av kapade eller sänkta handelsfartyg var kryssarnas verksamhet av begränsad betydelse. Deras insatser bestod främst i att de tvingade Britterna att sprida ut ett stort antal kvalificerade fartyg för att jaga dem.

Medan ubåtarna sänkte 1,5 miljoner BRT, sänkte de allierade 21 ubåtar.

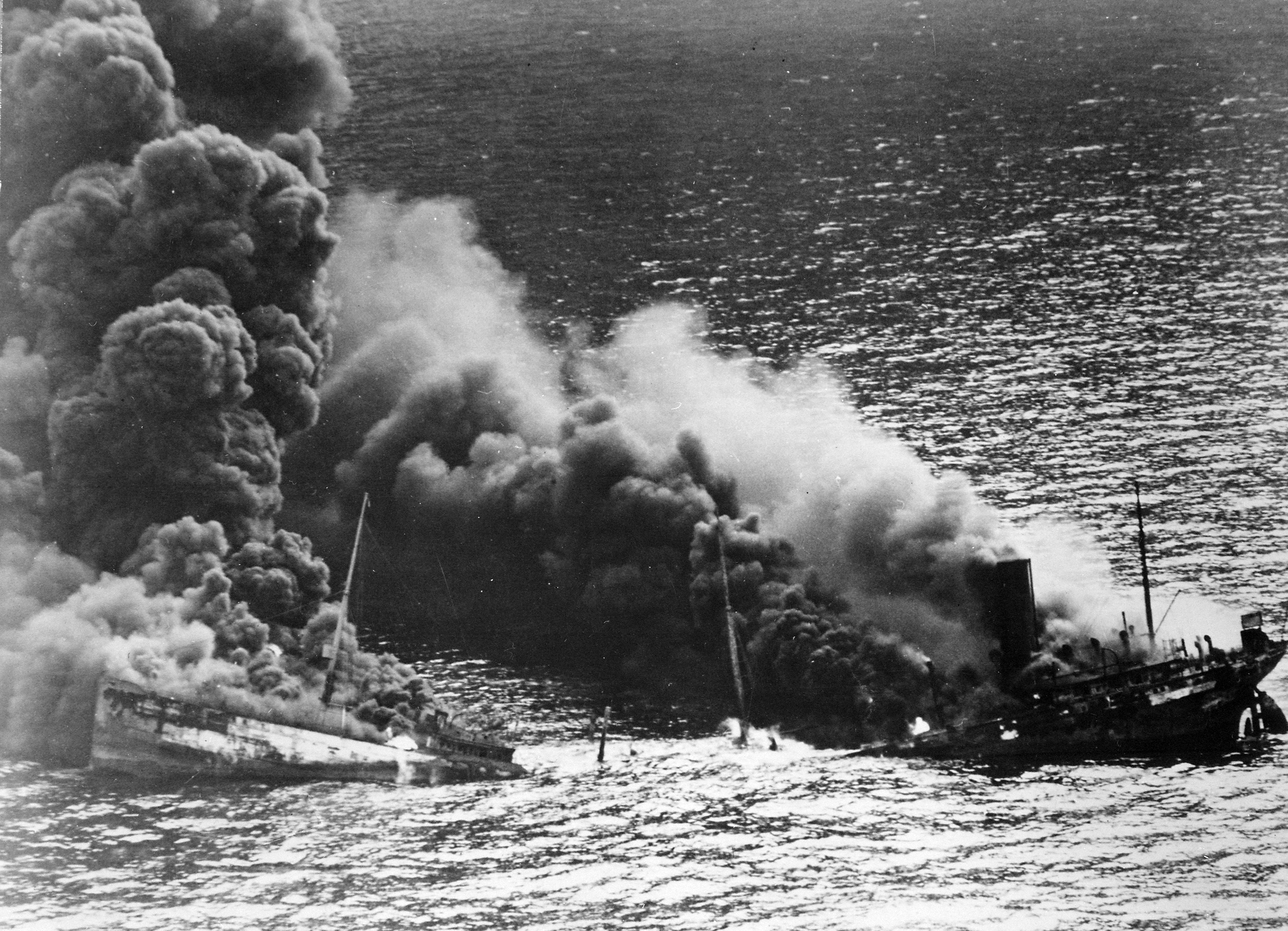
Allierat tankfartyg sjunker efter att ha träffats av en tysk ubåt år 1942.

### Fjärde fasen: januari 1942 till juli 1942
Den 11 december hade Tyskland förklarat krig mot USA. För att utnyttja denna situation snabbt skickades ett antal ubåtar till Nordamerikas östkust ("Unternehmen Paukenschlag") där de torpederade fartygen som åkte helt utan bevakning. Från januari till juli 1942 förlorade USA 505 fartyg vilket inte minst berodde på det svaga amerikanska försvaret. Kustnära områden förmörkades inte, amerikanska handelsfartyg pratade öppet om sina positioner och US-jagare åkte sina rutter planmässigt så att ubåtarna lätt kunde räkna ut när man kunde undvika krigsskeppen. Dessutom organiserade USA sina handelsfartyg inte i konvojer. Först efter de höga förlusterna började USA att koordinera sina ansträngningar med brittiska Royal Navy och införde konvojsystemet. Det var framförallt stabschefen i US Navy amiral Ernest King som var emot konvojsystemet, men efter de jättelika förlusterna infördes konvojerna i april 1942.
Utöver införandet av konvojsystemet användes även fler jagare och amerikanska flygplan angrep tyska ubåtar under månljusa nätter vilket snart ledde till framgångar för US Navy som sänkte sin första ubåt i april 1942. Även på den tekniska fronten fick de allierade en allt större överlägsenhet. Allt fler krigsfartyg utrustades med radar och pejlutrustningar (HF/DF eller "Huff-Duff") som via korspejling kunde bestämma en ubåts position så fort den skickade ett meddelande på kortvåg. Handelsfartyg byggdes om till eskorthangarfartyg där flygplanen kunde landa, vilket möjliggjorde ett genomgående skydd via flygplan. Under 1942 blev tyska ubåtar även mer jagade i sina egna områden, allt hårdare bevakning i Biscayabukten gjorde det svårt för tyskarna att ens komma fram till sina operationsområden. Att tyska marinen införde en fjärde rotor i enigmamaskinen gjorde det för tillfället omöjligt för britterna att läsa de tyska meddelandena. Dock utjämnades effekten genom framstegen inom radar- och pejlingsteknik.
Därmed steg förlustsiffrorna för de allierade och nådde sin höjdpunkt sommaren 1942 när tyskarna sänkte 122 fartyg med 600 000 BRT. Sammanlagt lyckades ubåtarna att sänka 3 miljoner BRT vid 22 egna förluster.

### Femte fasen: augusti 1942 till maj 1943
I början av augusti 1942 organiserade de allierade alla sina fartyg i konvojer. Därmed blev angreppen utanför USA:s kust inte framgångsrika längre vilket innebar att ubåtarna återvände till Atlanten för att sänka fartyg. Hösten 1942 nådde de landbaserade allierade flygplanen allt längre ut på Atlanten vilket föranledde ubåtarna att koncentrera sina ansträngningar i det "svarta hålet" mitt i Atlanten dit flygplanen inte nådde. För att förlänga operationstiden använde Dönitz Milchkühe (mjölkkor), ubåtar som bunkrade vapen och annat förråd som ubåtarna kunde använda för att fylla på. Från augusti till början av november sänktes drygt 400 000 BRT i nordatlanten och i november nåddes den högsta siffran någonsin med ca 650 000 BRT. Antalet ubåtar i Atlanten hade nu nått drygt 100 stycken, vilket var den siffra som Dönitz hade krävt från början. En sista framgång uppnådde tyskarna i mars 1943 när de sänkte 140 000 BRT i bara två konvojslag när bara en ubåt förlorades. En orsak bakom detta var att tyskarna införde ett till hjul på enigma som gjorde det tillfälligt omöjligt att läsa tyskarnas meddelanden.

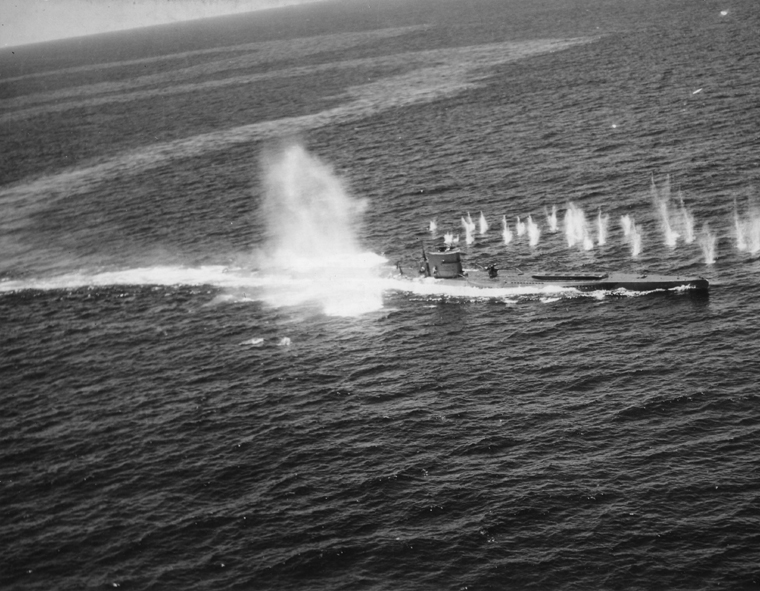
Ett flygplan attackerar U-118 (juni 1943)

I mars 1943 verkade de tyska ubåtarna ha kommit nära målet att skära av Storbritanniens försörjningslinjer. Men de tyska "framgångarna" måste sättas i relation till det totala antalet handelsfartyg som korsade atlanten. Från augusti 1942 till april 1943 sänktes ca 730 skepp samtidigt som ca 10 000 skepp nådde Storbitannien under samma period. Därmed var ubåtarna aldrig nära sitt mål att bryta försörjningen mellan Nordamerika och de brittiska öarna.

Vändpunkten i slaget om Atlanten kom i maj 1943. I hoppet om att kunna återupprepa vargflockstaktiken som hade fungerat så framgångsrikt i mars samlades fyrtio ubåtar för att attackera konvojen ONS-5, men den välbevakade konvojen lyckades att försvara sig väl: 12 sänkta skepp stod mot sju sänkta ubåtar. När 36 ubåtar attackerade konvojerna HX-237 och SC-129 sänktes fem skepp och fem ubåtar gick förlorade. En riktig katastrof utspelade sig för tyskarna när de angrep konvoj SC-130: av 19 ubåtar sänktes sex stycken medan inte ett enda allierat fartyg kunde sänkas. Majmånaden slutade med knappt 40 tyska förluster, ca en tredjedel av alla ubåtar i Atlanten, samtidigt som ungefär lika många allierade fartyg sänktes. Därmed tvingades Karl Dönitz att ge upp slaget om Atlanten. Han anvisade ubåtarna att dra sig tillbaka från Nordatlanten och att istället anfalla handelsfartyg söder om Azorerna.

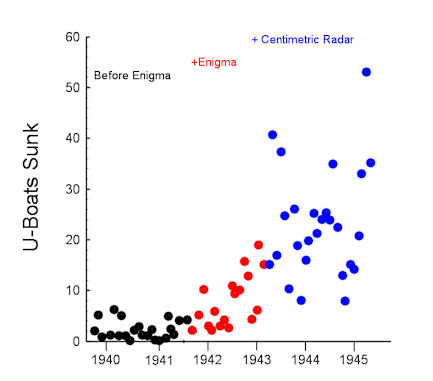
När de allierade började använda radar ökade de tyska ubåtsförlusterna markant.

Varför inträffade denna vändpunkt i slaget om Atlanten? Viktiga orsaker bakom denna vändpunkt var den tekniska överlägsenheten som de allierade hade uppnått. Avkodningen av tyska Enigma gjorde det möjligt för de allierade att läsa alla meddelanden som gick mellan huvudkvarteret och ubåtarna. En annan viktig faktor var att allierade bombplan hade utrustats med radar som gjorde det mycket enklare att spåra ubåtar som befann sig på vattenytan.
Dönitz själv visade redan i ett tidigt skede stort intresse för radartekniken men 1941 beordrade den högsta militära ledningen att all forskning som inte redan samma år kunde leda till framgång skulle upphöra. Medan britterna gjorde stora framsteg på radarområdet genom ett tätt samarbete mellan vetenskapsmän och militären fanns det ingen sådan samverkan på den tyska sidan. Det enda som tyskarna utvecklade som motvapen var anläggningar som varnade för radarstrålningar, men apparaterna hade ingen högre standard. Metox var ett träkors som krävde manuell montering inför varje användning och DeTe-Gerät var visserligen fast installerat men kunde ej vridas så ubåten fick åka i cirklar för att kunna pejla hela horisonten.
 

För angrepp på nattetid förfogade flygplanen över en strålkastare kallad Leigh Light som tändes när planet bara var några hundra meter framför ubåten vilket i regel lämnade tyskarna ingen chans att undkomma.  Många ubåtar sänktes redan innan de ens hade nått operationsområdena. Biskaya var så hårt övervakad av allierade flygplan att det så småningom inte längre gick att korsa den i ytläge utan bara i undervattenläge. Dessutom hade flygövervakningen över Atlanten blivit heltäckande våren '43 samt att de Allierade bildade "Escort Groups" som enbart hade som syfte att förfölja och sänka ubåtarna, de var med andra ord inte tvungna att beskydda konvojerna. Därtill hade de allierade utvecklat High Frquency Direction Finders (HD/DF, även kallad "Huff Duff") vilket kunde spåra ett radiomeddelandes källa. På så sätt avslöjade ubåtarna sin position när de kontaktade andra ubåtar eller huvudkvarteret. Därtill förfogade de allierade över en rad nya vapen som t.ex. målsökande torpeder och Hedgehogs som sköts framåt från en jagare. Fran maj till juli sänktes 98 ubåtar.

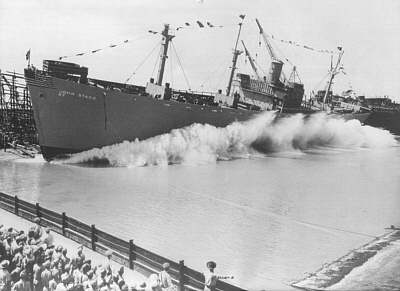
Libertyfartyget John Stagg sjösättes på tvären.

1943 var också året där nyproduktionen av allierade skepp nådde rekord med ca 12,3 miljoner BRT nybyggen, enligt andra uppgifter till och med 14 miljoner BRT. En viktig orsak bakom denna enorma nyproduktion var en idé som utvecklades av varvsägaren Henry Kaiser som införde löpande band-principen i skeppsbygget där de enskilda delarna producerades först och sedan monterades ihop. På så sätt lyckades 1,5 miljoner varvsarbetare att producera 140 handelsfartyg varje månad.
Under den femte fasen sänktes handelsfartyg på sammanlagt 3,8 miljoner BRT medan tyskarna förlorade 123 ubåtar.

### Sjätte fasen: juni 1943 till augusti 1943
Efter nederlaget i maj opererade ubåtarna huvudsakligen i kustområdena. Ändå sänktes 70 ubåtar vid sänkning av cirka 330 000 BRT allierade skepp. Under sommaren 1943 försökte den tyska marinen att förbättra ubåtarnas försvar. Detta innebar bland annat installation av system som kunde pejla fientliga radarstrålningar ("Hagenuk"), att utrusta befintliga ubåtar med snorkel samt att utveckla "rena ubåtar" som till skillnad från de traditionella "dykbåtarna" kunde huvudsakligen agera i undervattenläge. Även beväpningen förbättrades, till exempel utvecklades den målsökande torpeden Zaunkönig (gärdsmyg) som sökte sig självständigt till jagarnas propellerljud. Hela sommaren 1943 igenom förlorades stora mängder ubåtar. I juli sänktes 39 ubåtar och i augusti 25.

### Sjunde fasen: september 1943 till maj 1944
I september 1943 utrustades 29 ubåtar med den nya torpeden som användes i två konvojslag där sex handelsfartyg och tre jagare sänktes. Men redan i slutet av samma månad utvecklades motmedel: kanadensarna utvecklade Canadian Anti-acoustic Torpedo (CAT) och britterna utvecklade Foxer (båda ljudalstrande bojar som släpades några hundra meter efter jagaren) som gjorde "Zaunkönig" verkningslös. Karl Dönitz' förhoppning att den nya torpeden skulle vända krigslyckan till tyskarnas fördel, uppfylldes inte. De allierades dominans i luften hade avgjort slaget: varje månad förlorades i genomsnitt 20 ubåtar och de allierade förlorade många månader knappt 100 000 BRT. Under hela fasen sänktes drygt 400 000 BRT allierade fartyg medan 199 ubåtar gick förlorade.
Att den tyska ledningen trots dessa höga förluster fortsatte att skicka ut ubåtar förklarades officiellt med att ubåtarna sysselsatte delar av det allierade flygvapnet som annars kunde ha använts i luftkriget mot Tyskland. Författaren Lothar-Günther Buchheim tvivlar dock på denna tes och menar att de allierades industripotential var så stor att flygplanen som användes mot ubåtarna i slutändan inte spelade någon större roll.

### Åttonde fasen: juni 1944 till maj 1945

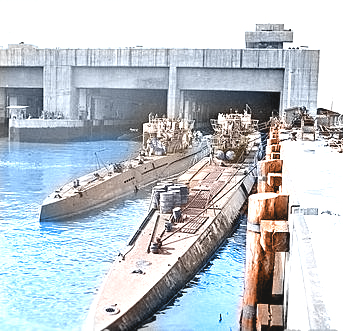
Ubåtsbunker i Trondheim 1945.

Våren '44 utrustades ubåtarna med snorkel som i praktiken eliminerade hotet ifrån flygplanen. Ändå skördades inga större framgångar. Under invasionen av Frankrike sänktes 30 fartyg vid 20 egna förluster. Ett problem var dessutom att snorkeln inte producerades i tillräckligt antal och därmed kunde inte många ubåtar utrustas med den nya tekniken. Dessutom kunde de allierade så småningom även upptäcka snorklarna med sin radar.
När det visade sig att de "traditionella" medlen inte hade någon framgång krävde Karl Dönitz av sina besättningar att ubåtarna skulle ramma de fientliga skeppen, ifall de inte hade någon chans att sänka några skepp längre. Efter invasionen gick de franska ubåtsbaserna förlorade vilket ledde till att tyskarna numera agerade ifrån hamnarna i Norge. Här hade snorkelbåtarna viss framgång i Englands kustområden. Februari 1945 tjänstgjorde de första rena ubåtarna av typen XXIII (konstruerade för kustnära områden) som deltog aktivt i kriget, de första båtarna av typen XXI (konstruerade för Atlanten) togs i bruk den 30 april 1945 men ingen av dem deltog aktivt i kriget.

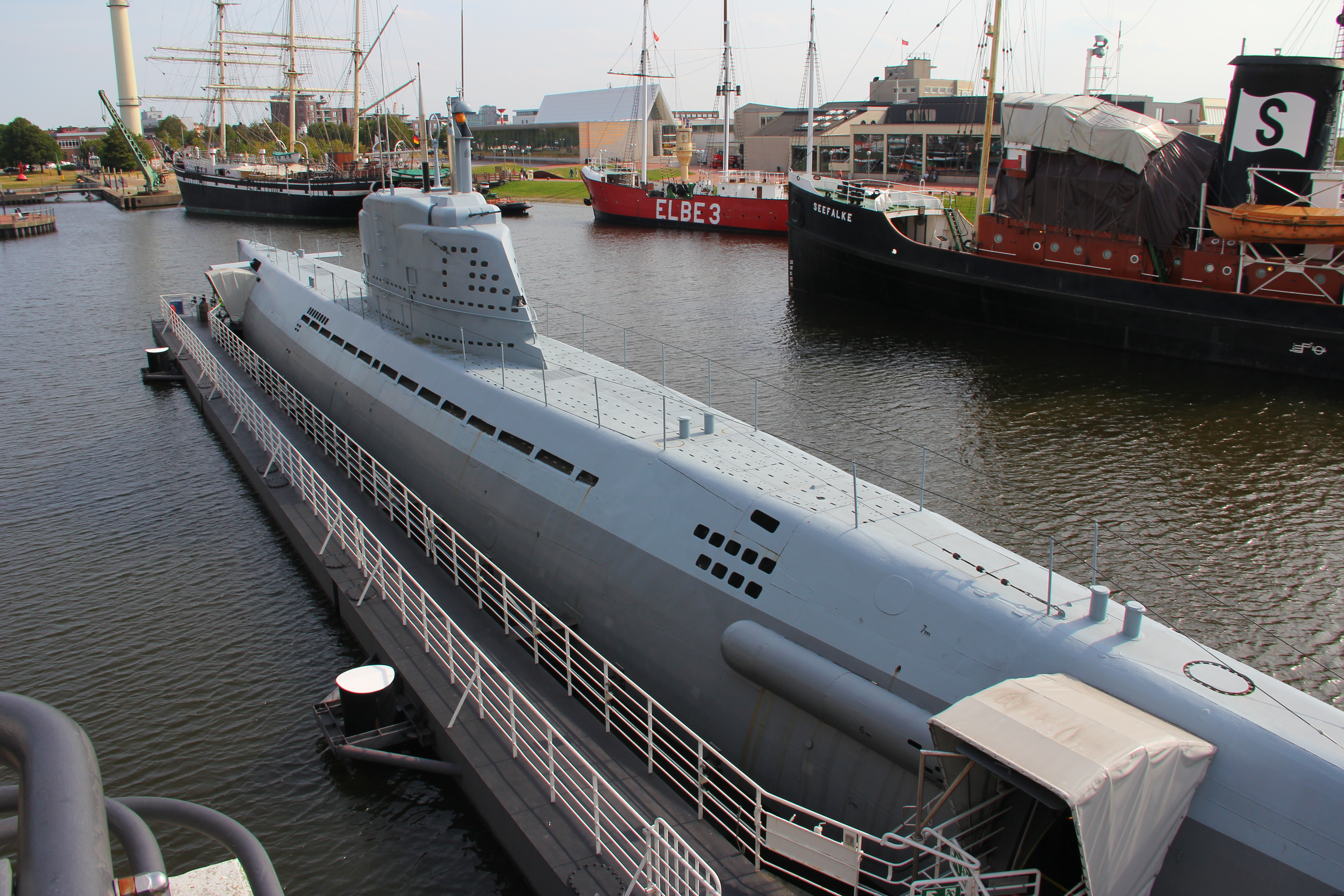
Ubåtsklass XXI (U 2540)

Med möjligheten att dyka ända ner till 300 meter, en undervattenshastighet på 16 knop samt förmågan att på grund av snorkeln vara under vatten i 70 dagar, hade dessa nya ubåtar kunnat revolutionera kriget, som Winston Churchill skrev. Men även om de nya ubåtarna först en vecka innan krigsslutet kom till användning så var det just en typ XXI-ubåt som räknas som den sista officiella sänkningen. U 3523 upptäcktes den 6 maj av flygplan två gånger på samma dag. Den första gången lyckades tyskarna att dyka i tid, andra gången hann bomberna ifatt U 3523 vilket ledde till båtens undergång.
Typ XXIII-ubåtarna visade goda resultat där de sänkte flera skepp i kustnära områden, de sista två skeppen sänktes den 7 maj, ubåtskrigets sista dag. Den 4 maj gav Karl Dönitz order om att avsluta ubåtskriget, den 7 maj fick alla ubåtar som fortfarande var ute på uppdrag att kapitulera till närmaste allierade krigsskepp.

## Resultat
Totalt sänkte ubåtarna 2775 fartyg om 14,5 miljoner bruttoton, vilket var 69 % av de totala sänkningarna. Vid andra världskrigets början förfogade Tyskland endast över 57 ubåtar. Under kriget producerades dock ett tusental ubåtar, varav 782 kom att sänkas av de allierade. Totalt sänktes under kriget sammanlagt av olika vapen 4786 handelsfartyg om 23,3 miljoner bruttoton. Sänkningarna ökade successivt från krigets början och uppgick enbart under 1942 till drygt 8 miljoner ton för att därefter minska. Totalt nybyggdes fartyg omfattande 42,5 miljoner bruttoton under kriget. 
Konvojeringen var effektiv när det gällde att begränsa fartygsförluster. Av 75 000 fartyg som åren 1936–1945 medföljde brittiska konvojer sänktes mindre än 1 %. I ishavskonvojerna till Sovjetunionen runt Norge var dock förlusterna större, i östgående konvojer 7,8 % och i västgående 3,8 %. Totalt levererades under kriget denna väg 4 000 000 ton, medan 300 000 ton förlorades på vägen.

## Hur stort var ubåtshotet?
En del historiker som till exempel Gary Sheffield menar att ubåtshotet var reellt existerande och att den allierade segern i slaget om Atlanten var en viktig förutsättning för att invasionen i Normandie (Dagen D) lyckades. Winston Churchill konstaterade efter kriget att ubåtarna var det enda han verkligen var rädd för under kriget. Historikern Clay Blair vänder sig dock emot detta resonemang och konstaterar att ubåtshotet var mycket mindre än folk i allmänhet tror. Enligt honom var tyskarna underlägsna och oförberedda för slaget om Atlanten. Blair skriver att ubåtarna visserligen sänkte 2800 skepp men att detta bara var en bråkdel av den allierade handelsflottan och att 99% av fartygen nådde sina destinationer medan nästan 800 ubåtar sänktes. Han konkluderar att tyskarna aldrig var nära att krossa de allierade som förfogade över en flotta av handelsfartyg på 30 miljoner ton.

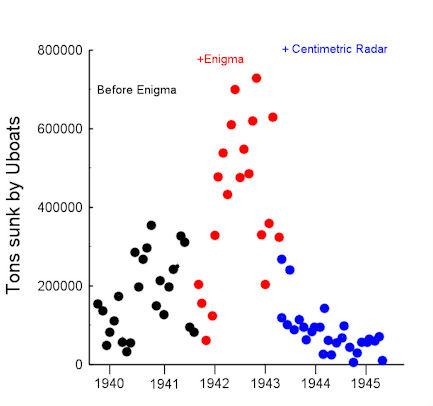
De allierade skeppsförlusterna minskade avsevärt när de allierade började använda radar.

## Varför vann de allierade slaget om Atlanten?
Det fanns flera orsaker till varför de allierade vann slaget om Atlanten:
- När kriget började hade Tyskland enbart 57 ubåtar för kriget mot England. Krigsmarinens krav på 300 ubåtar för att kunna lyckas med kriget mot England uppfylldes först vid årsskiftet 1942/1943, en tidpunkt när ubåtarna redan hade blivit föråldrade
- Sedan 1941 hade de allierade fått ett tekniskt försprång (till exempel radar)
- Sedan 1943 hade de allierade utvecklat en heltäckande övervakning ifrån luften
- Kodknäckarna i Bletchley Park knäckte koden i ett tidigt skede vilket hjälpte att dirigera konvojerna förbi ubåtarna
- Krigsförklaringen mot USA och USA:s industriella potential som axelmakterna inte kunde matcha